# Budismo na Tailândia

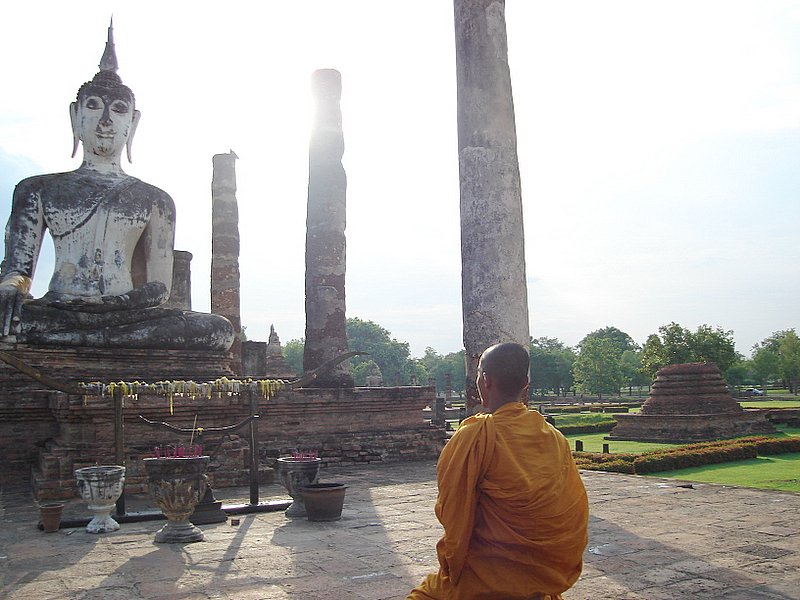
Buda sentado Wat Mahathat no Parque Histórico de Sukhothai, Tailândia.

Na Tailândia o Budismo lançou raízes no século VII, nos reinos de Dvaravati (no Sul, na actual região de Bangkok) e de Haripunjaya  (no Norte, na região de Lampun), ambos reinos da etnia Mon. No século XII o povo Tai, que chegou ao território vindo do sudoeste da China, adotou o Budismo Teravada como sua religião, o que espalhou templos, caracterizados por altos e dourados estupas e uma arquitetura budista similar àquela de países como o Camboja e Laos, com os quais a Tailândia partilha laços histórico-culturais. Atualmente, quase 95% da população tailandesa é budista.